# 巴尔特奈姆
巴尔特奈姆（法語：Bartenheim，法語發音：[baʁtənaim] ⓘ）是法国上莱茵省的一个市镇，属于米卢斯区。

## 地理
巴尔特奈姆（47°38'5"N, 7°28'33"E）面积12.86 平方千米，位于法国大東部大區上莱茵省，该省份为法国东部内陆省份，是阿尔萨斯的一部分，今与下莱茵省组成了阿尔萨斯欧洲集体，其北临下莱茵省，西接孚日省，西南接贝尔福地区省，东侧沿莱茵河与德国相望，南与瑞士接壤。
与巴尔特奈姆接壤的市镇（或旧市镇、城区）包括：凯姆斯、布林凯姆、布洛蔡姆、圣路易、罗斯诺、锡伦茨。
巴尔特奈姆的时区为UTC+01:00、UTC+02:00（夏令时）。

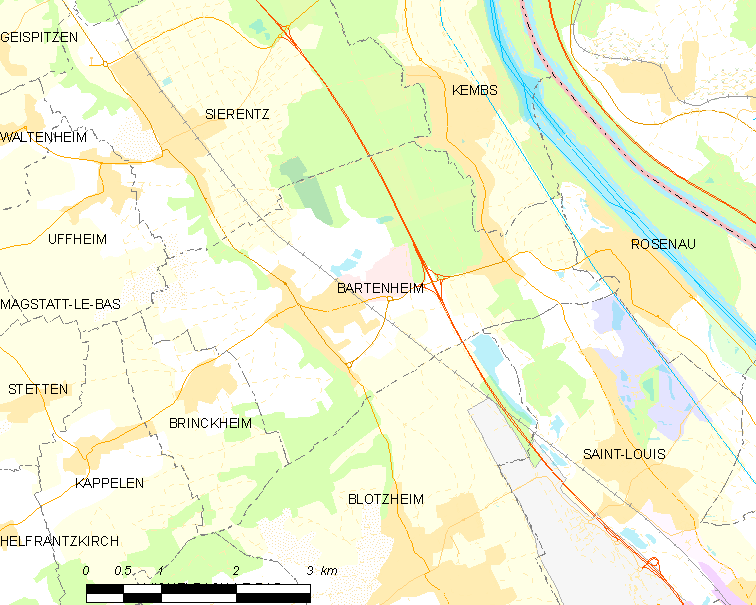
巴尔特奈姆的OSM定位图

## 行政
巴尔特奈姆的邮政编码为68870，INSEE市镇编码为68021。

## 政治
巴尔特奈姆所属的省级选区为布伦什塔特县。

## 人口

1962-2008年间巴尔特奈姆人口变化图示

巴尔特奈姆于2022年1月1日时的人口数量为4135人。